# Emmaste-Kurisu
Emmaste-Kurisu (Kurisu avant 2017) est un village de la commune de Hiiumaa, situé dans le comté de Hiiu en Estonie. Au 31 décembre 2011, il comptait 18 habitants.

## Géographie
Le village est situé dans le sud de l'île d'Hiiumaa.

## Histoire
Avant la réforme administrative d'octobre 2017, le village de Kurisu faisait partie de la commune de Emmaste, fusionnée à cette date avec les autres communes de l'île pour former celle de Hiiumaa. Il prend alors son nom actuel.